# I-39 (подводная лодка)
I-39 — подводная лодка типа B1 Императорского флота Японии. Построена и введена в строй в 1943 году, участвовала во Второй мировой войне, поддерживая японские войска в битве за Тараву, потоплена в ноябре 1943 года.

## Строительство и ввод в эксплуатацию
I-39 была заложена 19 июня 1941 года на верфи Сасебо, под названием подводная лодка № 152. К моменту спуска на воду 15 апреля 1942 г. она была переименована в I-39 и временно присоединена к военно-морскому округу Йокосука. Вошла в состав флота 22 апреля 1943 г.

## История службы
После ввода в строй I-39 была официально прикреплена к военно-морскому округу Йокосука и вошла в состав 11-й эскадры подводных лодок..20 июля 1943 года она была переведена в 14-ю дивизию 8-й эскадры Передовых подводных сил. 21 июля 1943 года она покинула Йокосуку и прибыла в Трук 27 июля 1943 года.

### Первое боевое патрулирование
2 августа 1943 года I-39 отправилась из Трука в свое первое боевое патрулирование в район Новых Гебридских островов.7 августа 1943 года она подверглась атаке глубинными бомбами со стороны эсминца к северу от Эспириту-Санто, 29 августа 1943 года была замечена двумя эсминца, которые долгое время преследовали её. Ни в одном из этих столкновений лодка не получила повреждений.
2 сентября 1943 года I-39 заметила конвой из трех транспортов в сопровождении четырех эсминцев. Она выпустила две торпеды, обе из которых взорвались за кормой транспорта USS Fuller, который перевозил 3-ю дивизию новозеландской армии из Порт-Вила на Эфате в Пойнт-Крус на Гуадалканале. Эсминец предпринял попытку контратаки, но не смог обнаружить I-39. 10 сентября I-39 заметила в 09:50 транспорт без сопровождения, направлявшийся в сторону Эспириту-Санто, но не смогла подойти к нему на дальность стрельбы торпедами. 11 сентября I-39 заметила еще один транспорт без сопровождения к востоку от Эспириту-Санто в 05:05 и два транспорта в сопровождении эсминца в 18:10, но атак не предприняла.
12 сентября 1943 года, находясь в 150 морских милях к востоку от Эспириту-Санто, I-39 обнаружила буксир USS Navajo c 6600-тонную бензиновую баржу YOGN-42, которые шли из Паго-Паго на Американском Самоа в Эспириту-Санто. Ошибочно приняв Navajo за британский легкий крейсер Leander, она поразила его единственной торпедой в правый борт в районе миделя. Буксир взорвался и затонул носом за две минуты в точке с координатами14°58′ ю. ш. 169°17′ в. д. с потерей 17 членов экипажа.
25 сентября 1943 г., возвращаясь на Трук, I-39 получила повреждение глубинной бомбой. 27 сентября 1943 года она прибыла в Трук и встала на ремонт.

### Второе боевое патрулирование
Кампания на островах Гилберта и Маршалловых островах началась 20 ноября 1943 года с вторжения США на Тараву и Макин на островах Гилберта. 21 ноября 1943 года I-39 получил приказ проследовать в Тараву вместе с подводными лодками I-19, I-35, I-169 и I-175. С гидросамолётом Йокосука E14Y1 на борту (американское обозначение — «Glen»), она отправилась в Трук на второе боевое патрулирование в районе к юго-западу от Таравы. 24 ноября 1943 года сообщила, что приближается к району патрулирования. 25 ноября она была переведена во 2-ю дивизию 1-й эскадры подводных лодок и в тот же день прибыла в район патрулирования. После этого на связь больше не выходила.

### Гибель
26 ноября 1943 года в 22:52 линкор «Массачусетс», который в составе оперативной группы 50.2 находился в 80 милях к юго-западу от Таравы, заметил на экране радара надводную цель в 9 милях на юго-запад. В 23:02 к месту обнаружения направился эсминец USS Boyd и в 23:20 увидел на экране радара подводную лодку, которая быстро погрузилась, и эсминец потерял с ней радиолокационный контакт, однако вскоре обнаружил её с помощью ее гидролокатора. Эсминец сбросил две глубинные бомбы, после чего последовал сильный подводный взрыв в точке с координатами00°31′ с. ш. 172°16′ в. д.. Утром 27 ноября 1943 года самолеты с авианосца USS «Энтерпрайз», пролетая над этим районом сообщили о большом нефтяном пятне на поверхности.
Погибшая подводная лодка, вероятно, была I-39, хотя возможно, что «Бойд» потопил I-40, которая также исчезла в районе Таравы примерно в это же время. Другие источники утверждают, что эскортный эсминец USS Griswold потопил I-39 у мыса Коли, Гуадалканал, 23 декабря 1943 года, хотя это место находилось за пределами зоны патрулирования I-39 и эта информация поступила через четыре недели после того, как лодка в последний раз передала сообщение.
20 февраля 1944 года Императорский флот Японии объявил I-39 погибшей со всем экипажем из 96 человек в районе островов Гилберта. Лодка была исключена из списка ВМФ 30 апреля 1944 года.

## Внешние ссылки
- Photo of launch of I-39 on Japanese Wikipedia